# مصطفی محمد (بازیکن فوتبال)

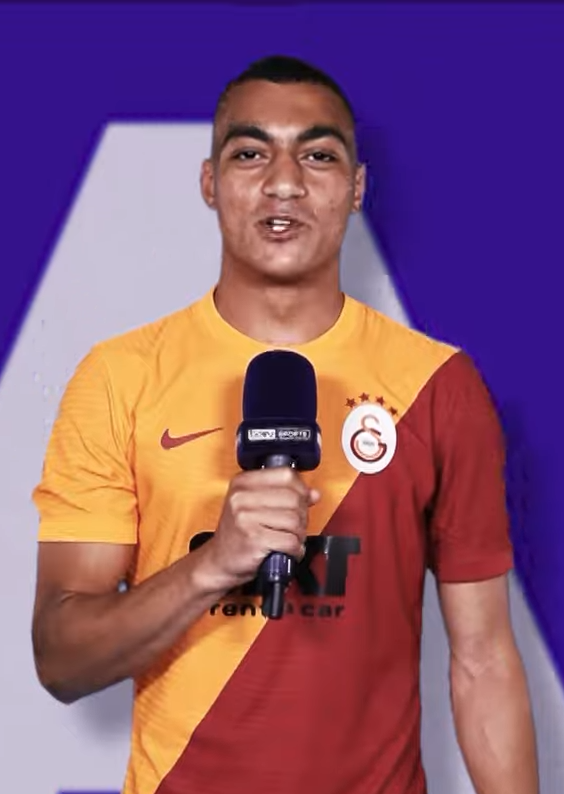
مصطفی محمد در سال ۲۰۲۱

مصطفی محمد (انگلیسی: Mostafa Mohamed؛ زادهٔ ۲۸ نوامبر ۱۹۹۷) بازیکن فوتبال اهل مصر است.
از باشگاه‌هایی که در آن بازی کرده‌است می‌توان به باشگاه فوتبال الداخلیه اشاره کرد.
وی همچنین در تیم ملی فوتبال مصر بازی کرده‌است.